# Grigorij Miasojedow
Grigorij Miasojedow (ros. Григо́рий Григо́рьевич Мясое́дов) (ur. 19 kwietnia 1834 we wsi Pańkowo pow. orłowskiego guberni orłowskiej, zm. 31 grudnia 1911 we wsi Pawlenki pow. chorolskiego guberni połtawskiej) – malarz rosyjski, współzałożyciel grupy Pieriedwiżników.
Nie ukończywszy nauki w gimnazjum w Orle, rozpoczął naukę w Cesarskiej Akademii Sztuki w Petersburgu u Timofieja Neffa i A. Markowa.
W roku 1861 został odznaczony małym złotym medalem za obraz „Składanie życzeń młodym w domu ziemianina”, w następnym roku wielkim złotym medalem za obraz „Ucieczka Grigorija Otreliewa z karczmy” (scena z „Borysa Godunowa” Aleksandra Puszkina).
Dzięki otrzymanemu stypendium państwowemu kształcił się w Paryżu, Florencji, Rzymie i w Hiszpanii. Z tego okresu pochodzą obrazy „Pogrzeb cygański w Hiszpanii” oraz „Francesca da Rimini i Paolo da Polenta” na motywach Dantego.
Po powrocie do Rosji otrzymał tytuł akademika za obraz „Zaklinania”. Był aktywnym członkiem stowarzyszenia Pieriedwiżników. Pozował do postaci cara w obrazie Car Iwan Groźny i jego syn Iwan 16 listopada 1581 roku.
Oprócz obrazów treści historycznej i religijnej Miasojedow stworzył wiele krajobrazów, zwłaszcza ukazujących widoki Krymu. Namalował niewiele portretów. Zajmował się też grafiką (akwafortą).

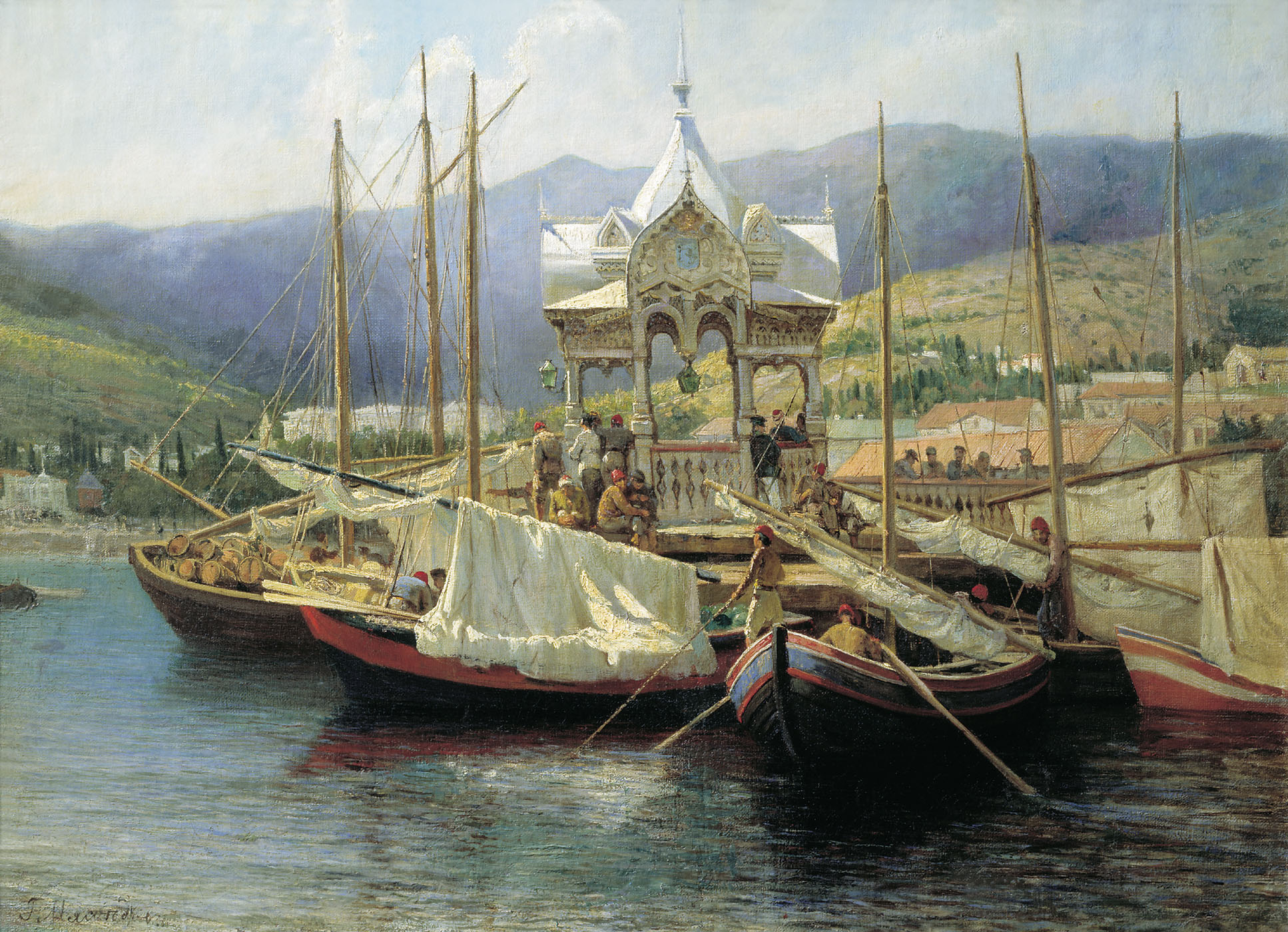
Przystań w Jałcie
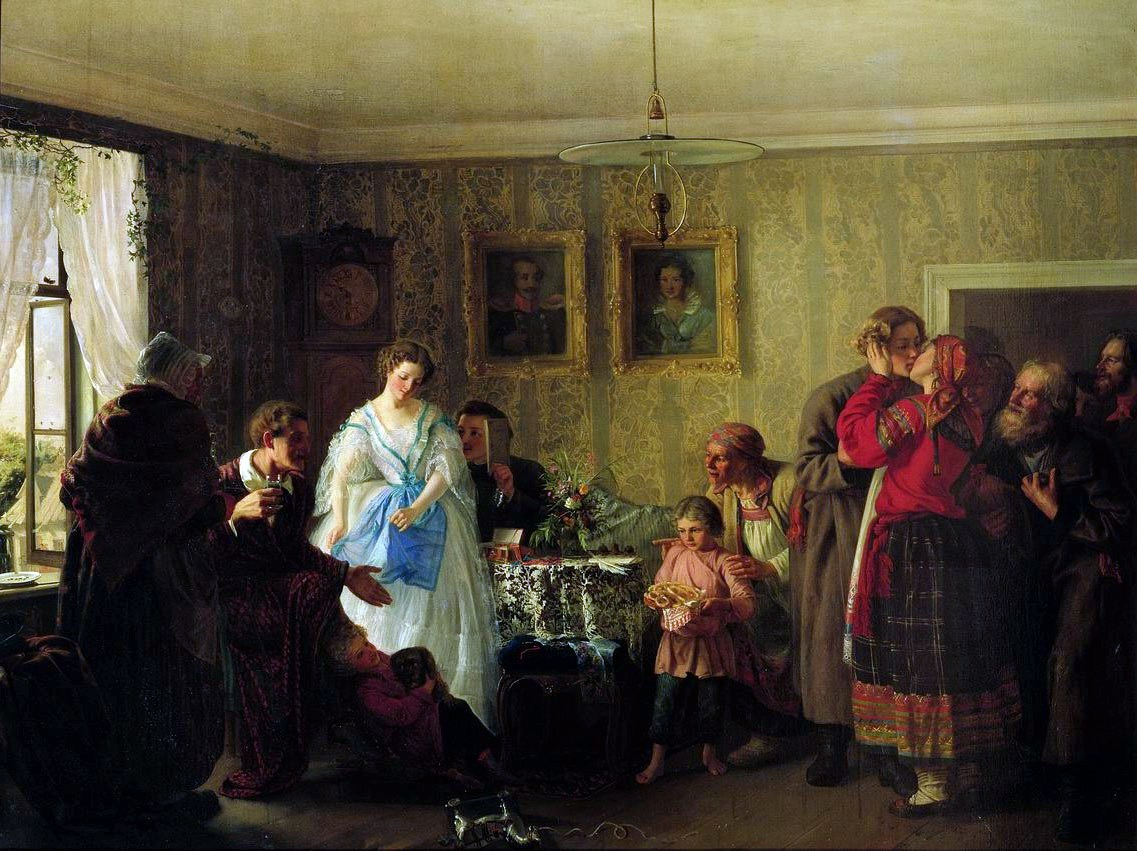
Składanie życzeń młodym w domu ziemianina